# Forte do Espírito Santo (Calheta)

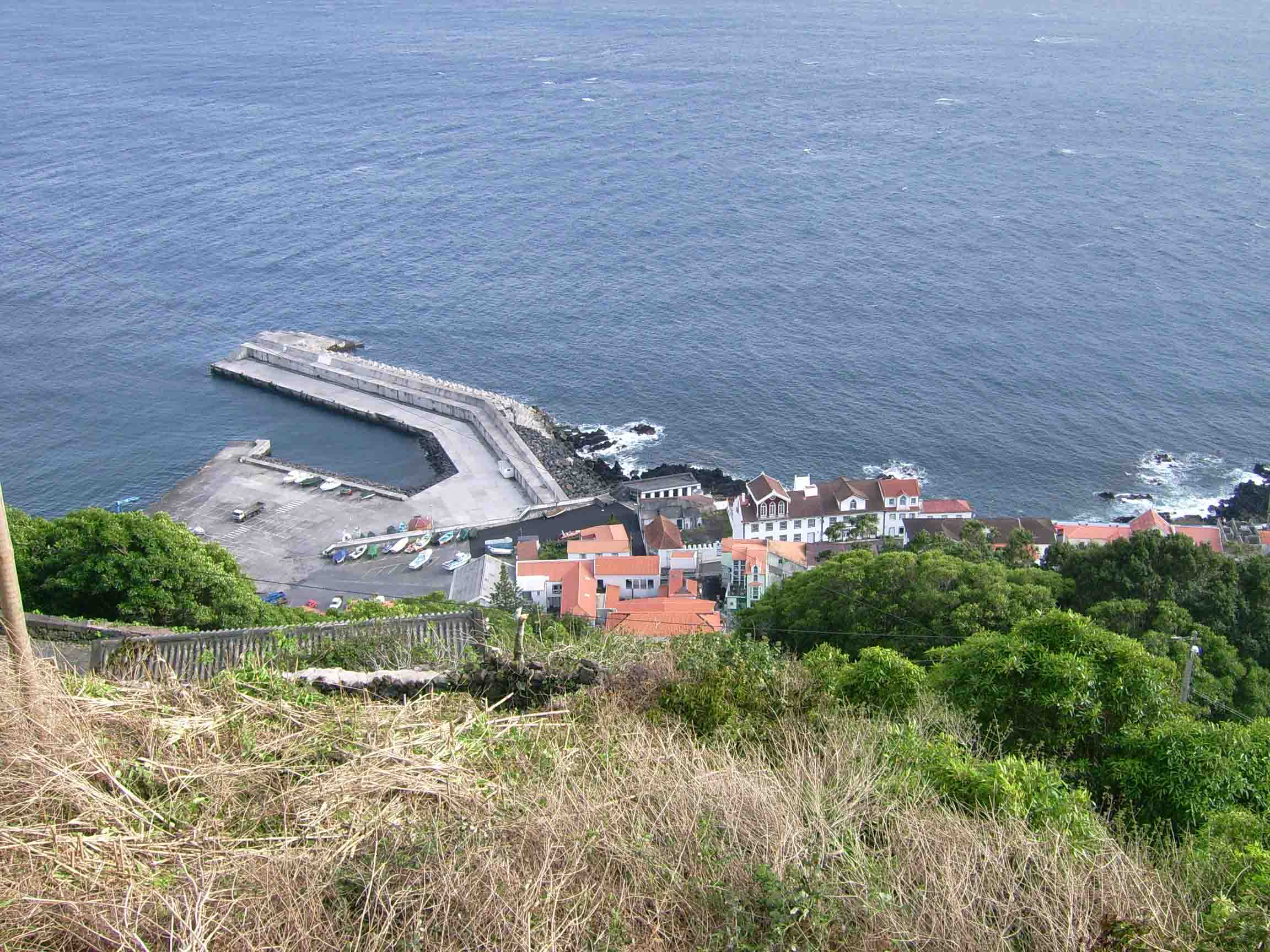
Calheta, ilha de São Jorge: vista do porto.

O Forte do Espírito Santo, também referido como Forte do Santo Espírito, localizava-se na freguesia da Calheta, no concelho de mesmo nome, na costa sul da ilha de São Jorge, nos Açores.
Em posição dominante sobre este trecho do litoral, constituiu-se em uma fortificação destinada à defesa deste ancoradouro contra os ataques de piratas e corsários, outrora frequentes nesta região do oceano Atlântico. Cooperava com os fortes de Forte de Santo António e de São João Baptista.

## História
Concomitantemente à fortificação das Velas, também este terá sido erguido no contexto da Dinastia Filipina, como reduto integrante da fortificação do porto da Calheta. A sua traça dever-se-á ao capitão Marcos Fernandes de Teive oficial que, por ordem régia, visitou todas as ilhas do arquipélago na Primavera e Verão de 1618 para projetar e ativar todas as fortificações necessárias, assim como para reorganizar as milícias.
REZENDES (2009) atribui-lhe a data de construção como 1664, no contexto da Guerra da Restauração da independência do país.
No contexto da Guerra da Sucessão Espanhola (1702-1714) terá sido arruinado pelo ataque dos corsários franceses de René Duguay-Trouin que, em setembro de 1708 saquearam as Velas. Pode ser uma das estruturas que se encontram referidas genericamente como "Os quatro Redutos do Porto da Calheta." na relação "Fortificações nos Açores existentes em 1710". Em 1714 foi recuperado e ampliado por António Pereira Lopes, momento em que lhe foram rasgadas canhoneiras nas três faces.
Foi arruinado pelo grande terramoto de 9 de julho de 1757, o chamado "Mandado de Deus", que devastou a ilha. Posteriormente recuperado, em 1776 estaria artilhado com dez peças.
Em 1816 encontrava-se em condições de combater.
Em 1839 registou-se a tentativa de arrematação do forte, então constituído pelo terrapleno e a Casa da Pólvora.
A "Relação" do marechal de campo Barão de Bastos em 1862 informa que se encontrava em grande ruína e abandonado desde longos anos.
Data de 1876 um auto de entrega provisório, no qual a Câmara Municipal da Calheta reclamava os seus direitos sobre o imóvel. Havia então o projeto de em seu espaço implantar-se um mercado.
O Tombo de 1883 encontrou-o em ruínas, mas passível de ser recuperado.
Desaparecido, em 1938 o terreno foi entregue ao Ministério das Finanças.

## O episódio da "Arcona"
No contexto da guerra Franco-Prussiana, em 18 de agosto de 1870 fundeou na Calheta a corveta do Império Alemão "Arcona". Vinha em fuga do encouraçado francês "Mont Calm", que a perseguia desde a altura da Vila do Topo. O comandante da corveta, barão de Schleinitz, recordou às autoridades portuguesas naquele ancoradouro a necessidade de fazer respeitar o Direito marítimo internacional, assegurando a proteção dentro do espaço de 3 milhas náuticas a partir da linha de costa. Como resposta, a autoridade do concelho de Velas informou-o por escrito: "(...) abundo em boa vontade de prestar-lhe os meus serviços, (...) podendo empregar no vosso serviço os meios ao meu alcance", mas "(...) estou inteiramente falho de meios", restando-me como arma de guerra apenas a "persuasão"...
No dia seguinte, assim que teve oportunidade, a corveta zarpou a toda a velocidade, em busca de melhor segurança.
Ao final do conflito, o Império Alemão, vitorioso, ofereceu a Portugal seis peças de artilharia que guarnecessem a fortificação de São Jorge e evitar que a sua falta fosse impeditivo do cumprimento da lei. Essas peças terão sido efetivamente instaladas, porém no Castelo de São Jorge, em Lisboa.

## Características
Do tipo abaluartado, de pequenas dimensões, apresentava planta trapezoidal. Em duas de suas faces rasgavam-se quatro canhoneiras.